# Сараха съедобная
Сараха съедобная, или Сараха овощная (лат. Jaltomata procumbens) — вид многолетних растений из рода Jaltomata семейства Паслёновые (Solanaceae). Происходят из Южной Америки.

## Название
Ранее этот вид растений был известен под научным названием Saracha edulis Thell., позже он был включён в род Jaltomata и его правильное название сейчас — Jaltomata procumbens (Cav.) J.L.Gentry
Другие синонимы:
- Atropa plicata Roth
- Atropa procumbens Cav.basionym[2]
- Bellinia biflora Roem. & Schult.
- Bellinia procumbens (Cav.) Roem. & Schult.
- Jaltomata edulis Schltdl.
- Saracha allogona (Bernh. ex Schltdl.) Schltdl.
- Saracha caracasana Bitter
- Saracha chihuahuensis Bitter
- Saracha diffusa Miers
- Saracha edulis (Schltdl.) Thell.
- Saracha jaltomata Schltdl.
- Saracha laxa Miers
- Saracha microsperma Bitter
- Saracha miersii Dunal ex A.DC.
- Saracha nitida Bitter
- Saracha procumbens (Cav.) Ruiz & Pav.
- Saracha sessilis Greene
- Solanum allogonum Bernh. ex Schltdl.
- Witheringia diffusa Miers
- Witheringia procumbens (Cav.) Miers

## Биологическое описание
Кусты высотой до 30 см с жёлто-зелёными цветками и съедобными плодами своеобразного вкуса. При созревании плоды («ягоды») осыпаются с куста.

## Культивирование
Растение в диком виде произрастает в Центральной и Южной Америке, а также на территории США. В других странах и странах Европы является малоизвестным. В нашей стране культивируется на юге России и в областях с умеренным климатом в качестве однолетнего дачного экзота. Плодоносит все лето до первых заморозков. В пищу употребляются созревшие плоды (от темно-фиолетового до черного цвета). Внешне напоминают ягоды паслёна чёрного.

## Выращивание
Сараха — культура открытого грунта. Растение предпочитает плодородные супесчаные и суглинистые, хорошо дренированные земли. 
Сараха относится к теплолюбивым культурам. Данное растение любит влагу, но не переносит переувлажнения. 
Часто подкармливать сараху не имеет смысла – при избытке азота, к примеру, растения наращивают зелёную массу, а вот на плодоношении это отражается плохо. 
Сараху высевают сразу в открытый грунт (в мае) или выращивают через рассаду. Для получения саженцев семена высевают в середине марта. Для того чтобы взрослые растения дали хороший урожай, боковые побеги удаляют (пасынки хорошо укореняются под стеклянным колпаком или плёнкой). Чтобы плоды успели созреть до осенних заморозков, в первых числах августа все точки роста прищипывают.